# Kommunaldirektør
En kommunaldirektør (dog benævnt stadsdirektør i Aarhus og Odense kommuner) er den øverste embedsmand i en dansk kommune. 